# Шомон-Жисту
Шомон-Жисту (валлон. Tchåmont-Djistou) — муніципалітет Валлонії, розташований у бельгійській провінції Валлонський Брабант. На 1 січня 2006 року загальна чисельність населення Шомон-Жісту становила 10 926 осіб. Загальна площа 48,09 км2, що дає щільність населення 227 жителів на км2.
У 1977 році він був утворений злиттям Діон-Вальмонта (саме це злиття в 1971 році Діон-ле-Валя та Діон-ле-Мона), Бонлеза, Коррой-ле-Гранда, Лонгвіля та Шомон-Жісту. Зараз адміністративні офіси знаходяться в селі Жисту.
Це напівсільський муніципалітет з кількома діючими фермами, великими територіями, відданими під поля та ліси, хоча існує велика галузь видобутку піску, яка зараз переважно занепадає. Завдяки цій історії в муніципалітеті зараз є кілька транспортних і будівельних фірм.
Шомон-Жисту знаходиться на Лінії KW, зведеній на початку Другої світової війни, призначеній для запобігання вторгненню з боку нацистської Німеччини. У невеликому музеї зберігається інформація про лінію та багато експонатів війни.

## Села в муніципалітеті
Бонлез, Шомон, Коррой-ле-Гран, Діон-ле-Мон, Діон-ле-Валь, Гісту, Лонгвіль і В'єзар або (В'є-Сарт).